# Кортина д’Ампецо
Кортина д'Ампецо (итал. Cortina d'Ampezzo) град је у северној италијанској провинцији Венето. Смештен је у Доломитима на надморској висини од 1210 , и представља популарно одмаралиште заљубљеника у зимске спортове.

## Географија
| Клима (Кортина д’Ампецо) | Клима (Кортина д’Ампецо) | Клима (Кортина д’Ампецо) | Клима (Кортина д’Ампецо) | Клима (Кортина д’Ампецо) | Клима (Кортина д’Ампецо) | Клима (Кортина д’Ампецо) | Клима (Кортина д’Ампецо) | Клима (Кортина д’Ампецо) | Клима (Кортина д’Ампецо) | Клима (Кортина д’Ампецо) | Клима (Кортина д’Ампецо) | Клима (Кортина д’Ампецо) | Клима (Кортина д’Ампецо) |
| Показатељ \ Месец        | .Јан.                    | .Феб.                    | .Мар.                    | .Апр.                    | .Мај.                    | .Јун.                    | .Јул.                    | .Авг.                    | .Сеп.                    | .Окт.                    | .Нов.                    | .Дец.                    | .Год.                    |
| ------------------------ | ------------------------ | ------------------------ | ------------------------ | ------------------------ | ------------------------ | ------------------------ | ------------------------ | ------------------------ | ------------------------ | ------------------------ | ------------------------ | ------------------------ | ------------------------ |
| Средњи максимум, °C (°F) | 2,5 (36,5)               | 4,3 (39,7)               | 7,2 (45)                 | 11,1 (52)                | 15,8 (60,4)              | 19,2 (66,6)              | 21,6 (70,9)              | 20,8 (69,4)              | 18,6 (65,5)              | 13,6 (56,5)              | 6,9 (44,4)               | 3,5 (38,3)               | 21,6 (70,9)              |
| Средњи минимум, °C (°F)  | −7,6 (18,3)              | −6,6 (20,1)              | −3,4 (25,9)              | 0,3 (32,5)               | 4,2 (39,6)               | 7,5 (45,5)               | 9,1 (48,4)               | 8,9 (48)                 | 6,3 (43,3)               | 2,3 (36,1)               | −1,9 (28,6)              | −6,1 (21)                | −7,6 (18,3)              |
| [ тражи се извор ]       |                          |                          |                          |                          |                          |                          |                          |                          |                          |                          |                          |                          |                          |

## Историја
Кортина д'Ампецо је била домаћин Зимских олимпијских игара 1956. Кортина је пре тога требало да буде домаћин Зимске олимпијаде 1944, која није одржана због Другог светског рата.
Близу Кортине д'Ампецо се налази Сан Вито ди Кадоре.

## Становништво
Према резултатима пописа становништва 2011. у општини је живело 5.890 становника.
| 1931. | 1936. | 1951. | 1961. | 1971. | 1981. | 1991. | 2001. | 2011. |
| ----- | ----- | ----- | ----- | ----- | ----- | ----- | ----- | ----- |
| 4.173 | 5.381 | 5.964 | 7.004 | 8.499 | 8.109 | 7.109 | 6.085 | 5.890 |

## Туризам
Као једно од најекслузивнијих одмаралишта у Европи, Кортина је такође позната по својим врхунским хотелима и богато снабдевеним радњама.
За време зимских и летњих празника популарно је локално шеталиште на главном градском корзу Корос Италија, где туристи проводе већи део свог времена.
У Кортини и њеној околини снимљени су и филмови Алпиниста са Силвестером Сталонеом у главној улози те Пинк Пантер са Дејвидом Нивеном и Питером Селерсом.

## Партнерски градови
- Skardu
- Католика

## Галерија
- Панорама града са околним Доломитима
- Градска црква
- Венецијански трг
- Ски скакаоница у Кортини